# Communauté de communes du canton de Pontvallain
La communauté de communes du canton de Pontvallain est une ancienne communauté de communes française, située dans le département de la Sarthe et la région Pays de la Loire.

## Histoire
C'est en 1973 que voit le jour, dans le canton de Pontvallain, la première forme de coopération intercommunale. 
Il s'agit alors d'un Sivu (syndicat intercommunal à vocation unique) dont l'objectif est la gestion des collèges de Pontvallain et de Cérans-Foulletourte (construit en 1988).
En 1988, les élus locaux décident en commun la création d'un SIPAC (ou syndicat à la carte). La création de la zone d'activité communautaire la Belle Croix située à Requeil et la mise en place d'une Orah (opération régionale d'aide à l'habitat) sont quelques-unes des réalisations principales.
En 1994, soucieux de poursuivre leurs actions intercommunales, les élus transforment le Sipac en communauté de communes dont la création est officialisée par un arrêté préfectoral du 28 décembre 1993.
Elle fusionne au 1er janvier 2017 avec les communautés de communes Aune et Loir et du Bassin ludois pour former la communauté de communes Sud Sarthe.

## Composition
La communauté regroupait neuf communes :
| Nom                         | Code Insee | Gentilé                 | Superficie (km2) | Population (dernière pop. légale) | Densité (hab./km2) |
| --------------------------- | ---------- | ----------------------- | ---------------- | --------------------------------- | ------------------ |
| Cérans-Foulletourte (siège) | 72051      | Céranais-Foulletourtois | 32,52            | 3 357 (2014)                      | 103                |
| Château-l'Hermitage         | 72072      | Casteliens              | 9,39             | 281 (2014)                        | 30                 |
| La Fontaine-Saint-Martin    | 72135      | Fontainois              | 13,72            | 619 (2014)                        | 45                 |
| Mansigné                    | 72182      | Mansignéens             | 36,31            | 1 615 (2014)                      | 44                 |
| Oizé                        | 72226      | Oizéens                 | 16,91            | 1 329 (2014)                      | 79                 |
| Pontvallain                 | 72243      | Vallipontains           | 34,88            | 1 763 (2014)                      | 51                 |
| Requeil                     | 72252      | Requeillois             | 13,89            | 1 213 (2014)                      | 87                 |
| Saint-Jean-de-la-Motte      | 72291      | Mottais                 | 32,03            | 909 (2014)                        | 28                 |
| Yvré-le-Pôlin               | 72385      | Paulinais               | 21,84            | 1 771 (2014)                      | 81                 |

## Administration
| Période      | Période       | Identité               | Étiquette | Qualité                                  |
| ------------ | ------------- | ---------------------- | --------- | ---------------------------------------- |
| janvier 1994 | avril 2008    | Gérard Véron           | DVD       | Maire de Cérans-Foulletourte             |
| avril 2008   | avril 2014    | Chantal More-Chevalier | DVD       | Adjointe au maire de Cérans-Foulletourte |
| avril 2014   | décembre 2016 | François Boussard      | DVD       | Maire de Mansigné                        |